# Иванов, Леонид Георгиевич
Иванов Леонид Георгиевич (25 июня 1950, Сафоново, Смоленская область — 24 октября 1980, Ахтубинск, Астраханская область) — советский космонавт-испытатель.

## Биография
В 1967 году окончил 10 классов средней школы в г. Сафоново.
В 1971 — окончил Качинское ВВАУЛ им. Мясникова по командной специальнолсти с дипломом летчика-инженера.
23 августа 1976 года зачислен в отряд космонавтов в ЦПК ВВС 6-й набор.
1976—1980 — подготовка в 267 Центре испытания авиационной техники и подготовки летчиков-испытателей, г. Ахтубинск.
24 октября 1980 года погиб в испытательном полёте. Похоронен на кладбище села Леониха Щёлковского района Московской области.
Увлечения: велоспорт, кино-фото, психология, увлекался живописью и писал стихи, играл на пианино, изучал иностранные языки (английский, венгерский), парашютный спорт, подводное плавание.